# DLVO-theorie

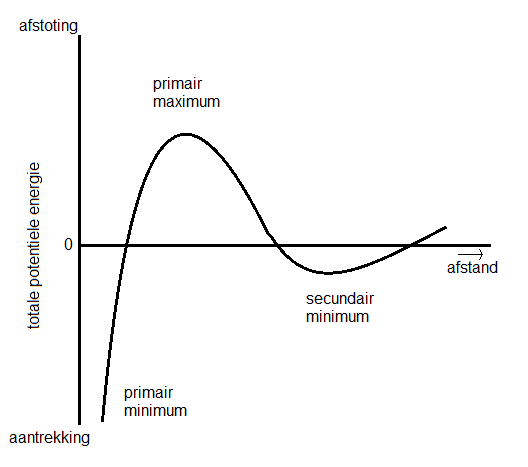
DLVO-theorie in grafiek gevat

De DLVO-theorie is een theorie die kwantitatief de interactie beschrijft van (geladen) deeltjes in waterig milieu. Het wordt gebruikt om het gedrag van suspensies, colloïden en dispersies te begrijpen. De theorie is vernoemd naar Boris Derjaguin, Lev Landau, Evert Verweij en Theodoor Overbeek.
Volgens de DLVO-theorie zijn er twee krachten die de aantrekking en afstoting van geladen deeltjes beïnvloeden: vanderwaalskrachten zorgen ervoor dat deeltjes elkaar aantrekken als zij elkaar zeer dicht naderen en elektrostatische afstoting die over langere afstand effect heeft. De DLVO-theorie telt deze twee krachten op en komt zo tot een relatie tussen de afstand van de deeltjes en de afstotings- of aantrekkingskracht ertussen.
Op kleine afstand overheersen de vanderwaalskrachten die een diep primair minimum opleveren (de deeltjes trekken elkaar sterk aan). Op iets verdere afstand worden de vanderwaalskrachten minder sterk en overheersen de afstotende elektrische krachten (primair maximum). Deze krachten zijn te beïnvloeden door de ionsterkte van de omringende vloeistof. Op nog verdere afstand worden deze krachten ook minder en bereiken de deeltjes het secundaire minimum.

## Toepassing
In de farmacie wordt deze theorie gebruikt om de flocculatie van suspensies te beïnvloeden. Het liefst heeft men een makkelijk opschudbaar, semi-geflocculeerd systeem, waarin de vaste deeltjes (het farmacon) langzaam in vlokjes naar de bodem zinkt. De patiënt kan de suspensie gemakkelijk opschudden en het bezinken gaat dusdanig traag dat het afmeten van de dosering sneller is dan het bezinken van het farmacon.